# Jackson County, Georgia
Jackson County är ett administrativt område i delstaten Georgia, USA, med 60 485 invånare. Den administrativa huvudorten (county seat) är Jefferson.

## Geografi
Enligt United States Census Bureau har countyt en total area på 888 km². 886 km² av den arean är land och 2 km² är vatten.

### Angränsande countyn
- Banks County, Georgia - nord
- Madison County, Georgia - öst
- Clarke County, Georgia - sydost
- Oconee County, Georgia - syd
- Gwinnett County, Georgia - sydväst
- Barrow County, Georgia - väst
- Hall County, Georgia - nordväst

### Orter
- Braselton (delvis i Barrow County, delvis i Gwinnett County, delvis i Hall County)
- Commerce
- Hoschton
- Jefferson (huvudort)
- Maysville (delvis i Banks County)
- Talmo